# تود جيمس بيرس
تود جيمس بيرس (بالإنجليزية: Todd James Pierce)‏ (15 سبتمبر 1965، كاليفورنيا في الولايات المتحدة)؛ روائي أمريكي.